# Astronomía egipcia

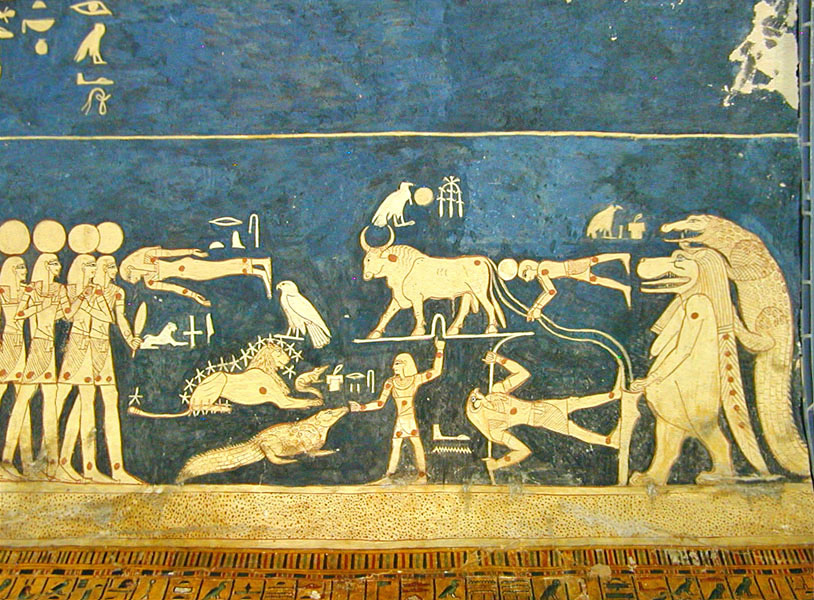
Detalle del «techo astronómico» de la tumba de Seti I (KV17).

Para los egipcios de la Antigüedad,el aspecto del cielo siempre revistió una significación mitológica y religiosa; sin embargo, las observaciones astronómicas no tenían una finalidad astrológica tan pronunciada en la civilización egipcia como en Mesopotamia.
La noche comenzaba con el crepúsculo y terminaba con el amanecer. Las doce estrellas que servían para la división de la noche en horas estaban asociadas a los « doce guardianes del cielo » encargados de acompañar a los faraones difuntos en su viaje nocturno con Ra, la divinidad solar. Contrariamente a su importancia en los decanos del zodiaco, las constelaciones no desempeñaban prácticamente ningún rol aquí. La representación más antigua del cielo estrellado ha sido encontrada pintada sobre la tabla inferior de un sarcófago de Asiut que data del Primer periodo intermedio de Egipto.
Los principios astronómicos fueron puestos a la disposición de los edificios sagrados, especialmente en las pirámides; pero no se han podido rescatar los métodos utilizados y existen diversas opiniones al respecto. Algunos documentos permiten profundizar sobre la Ciencia del Antiguo Egipto, más particularmente en lo que respecta a la medicina y las matemáticas. La astronomía egipcia se ha podido beneficiar de una mayor atención en vista de los numerosos monumentos que testimonian ritos funerarios asociados a la posición de las estrellas. Por tanto, esta profusión de documentos astrológicos, aunque devela ciertos aspectos complejos de la astronomía egipcia, no permite hacer conclusiones en toda su extensión, dado su rol estrictamente religioso, y existen lagunas sobre estos conocimientos.
En la época romana, Clemente de Alejandría daba una idea de la importancia de las observaciones astronómicas en los ritos sagrados.

## Calendario
El calendario egipcio surge a principios del tercer milenio antes de Cristo y es el primer calendario solar conocido de la Historia. Estaba en pleno uso en tiempos de Shepseskaf, el faraón de la dinastía IV. En los textos de las Pirámides se mencionan los 365 días del año civil egipcio. Estaba dividido en 12 meses de 30 días cada uno, organizados en tres periodos de 10 días. Al final del último mes de cada año se añadían los cinco días (epagómenos) que faltaban para completar el año solar, dedicados a varios dioses egipcios.

Los egipcios fueron los primeros de todos los hombres que descubrieron el año, y decían que esto lo hallaron a partir de los astros.
Heródoto Historias II-4